# K2-54
K2-54, EPIC 205916793 — одиночная звезда в созвездии Водолея на расстоянии приблизительно 570 световых лет (около 175 парсек) от Солнца. Видимая звёздная величина звезды — +14,042m.
Вокруг звезды обращается, как минимум, одна планета.

## Характеристики
K2-54 — оранжевый карлик спектрального класса K8V. Масса — около 0,42 солнечной, радиус — около 0,63 солнечного, светимость — около 0,097 солнечной. Эффективная температура — около 4241 К.

## Планетная система
В 2016 году командой астрономов, работающих с фотометрическими данными в рамках проекта Kepler K2, было объявлено об открытии планеты K2-54 b.